# Explorer 16
Explorer 16 byla vědecká družice NASA, zaměřená na studium mikrometeoroidů a jejich účinků na systémy kosmické lodi. Patřila do série S-55, kam patřily Explorer 13 a Explorer 23. Předchozí Explorer 13 byl naveden na příliš nízkou oběžnou dráhu a nepřinesl tak žádná užitečná data. Explorer 16 již byl vynesen úspěšně na požadovanou dráhu a odesílal data po celou dobu životnosti.

## Mise
Start se konal 16. prosince 1962 na Wallops Island. Pomocí nosné rakety Scout X-1 byl Explorer 16 umístěn na nízkou oběžnou dráhu s perigeem 750 km a apogeem o 1181 km. Dráha družice se postupně snižuje a odhadovaná životnost na oběžné dráze je 800 let. Činnost družice byla oficiálně ukončena v červenci 1963.

## Popis
Konstrukce byla shodná s ostatními Explorery řady S-55. Tělo družice bylo tvořeno posledním stupněm rakety Scout kolem nějž byly umístěny detektory a přístrojové vybavení. Celková délka byla 1,93 metru a průměr 0,61 metru. Elektrická energie byla dodávána fotovoltaickými články. Většina povrchu družice byla pokryta detektory mikrometeoroidů. Těch bylo několik druhů a byly zaměřeny na detekci částic různých velikostí a energií. (viz Explorer 13#Popis)